# Центральная Индия
Центра́льная И́ндия — это слабо определенный регион Индии, состоящий из штатов Чхаттисгарх и Мадхья-Прадеш. Индаур, столица Мадхья-Прадеш, является крупнейшим городом в регионе. Другие крупные города включают Бхопал и Райпур. Государства разделяют многие лингвистические и культурные особенности с северной Индией включая преобладание хинди. Штаты Мадхья-Прадеш и Чхаттисгарх были сгруппированы вместе с штатами Уттар-Прадеш и Уттаракханд как Северный Зональный Совет по сотрудничеству.

## История
Пещеры Бхимбетки показывают свидетельства палеолитических поселений в современном Мадхья-Прадеш. Инструменты каменного века были также обнаружены в различных местах вдоль долины реки Нармада. Места халколита были обнаружены в ряде мест, включая Эран, Каяту, Махешвар, Нагду и Навдатоли. В ряде мест были обнаружены скальные убежища с наскальными рисунками, самые ранние из которых можно датировать 30 000 г. до н. э. Поселения людей в современном Мадхья-Прадеше развивались главным образом в долинах рек, таких как Нармада, Чамбал и Бетва. В начале ведического периода горы Виндхья образовывали южную границу территории населённой Индоариями.
Холкары, могущественная семья Империи Маратха, происходили из Индора. Позже территория, которая теперь включает Мадхья-Прадеш и Чхаттисгарх, управлялась многочисленными князьями, которые вступили во вспомогательный союз с британцами.
После обретения независимости штаты Мадхья-Бхарат, Виндхья-Прадеш и Бхопал были объединены в Мадхья-Прадеш в 1956 году. В 2000 году новое государство Чхаттисгарх было создано из Мадхья-Прадеш.

## Экономия
Номинальный валовый внутренний продукт Центральной Индии составляет ₹10,25 лак крор.
Центральная Индия вырабатывает 10,96 % всей электроэнергии в стране, в основном за счет угольных электростанций

## Культура
Регион является частью Пояса хинди, где хинди современного стандарта является преобладающим языком. Другие языки Пояса хинди, такие как чхаттисгархи, также распространены в регионе. Помимо этих индоарийских языков, также говорят на языке мунда и корку в Центральной Индии.